# Муниз, Фрэнки
Фрэнки Муниз (англ. Frankie Muniz; род. 5 декабря 1985, Риджвуд, Нью-Джерси, США) — американский актёр и автогонщик, начавший свою гоночную карьеру с 2005 года. Стал известен с 15 лет, играя главную роль в сериале «Малкольм в центре внимания».

## Детство
Фрэнки родился в Риджервуде, штат Нью-Джерси, США в небогатой семье. Отец — Франсиско Муниз III, ресторанный менеджер; мать — Дениз Муниз, бывшая медсестра. Имеет пуэрториканские (по отцу) и итало-ирландские корни (по матери). У Фрэнки есть старшая сестра Кристина.
Образование Фрэнки получал дома, не посещал никаких образовательных учреждений, играл в баскетбол, параллельно со спортом занимался музыкой, играя на ударных инструментах.

## Карьера
Первоначально Фрэнки играл в эпизодах сериалов или кино. В 1997 он сыграл в телефильме «Танец с Оливией» и в фильме «Что сказал глухой человек». С 1998 года он пользовался успехом в молодёжных сериалах. Его известными ролями были Анджело в сериале «Сабрина — маленькая ведьма», Росс в фильме «Маленький человек» и Вилли Морис в фильме «Мой пес Скип».
Настоящую славу в ситкоме он приобрёл благодаря сериалу «Малкольм в центре внимания» (с 2000 года). Сериал «Малкольм в центре внимания» рассказывал об обычной жизни 15-летнего подростка-вундеркинда, которого играл Фрэнки.
Сериал растянулся на 7 сезонов, но это не помешало Фрэнки параллельно сниматься в полнометражных фильмах. У него была главная роль в не особо успешной спортивной драме «Мой пёс Скип». В этом же 2000 году он успел сняться в комедийной мелодраме «От судьбы не уйдёшь», а в 2001 году озвучивал роль медвежонка в известной семейной комедии «Доктор Дулиттл 2».
В 2002 году снялся в молодёжной комедии «Большой толстый лжец» Шона Леви, тогда еще начинающего режиссёра. Также Фрэнки снялся в криминальном боевике «Дикие бесы», вышедшем в том же году.
В 2003 году вышел шпионский боевик «Агент Коди Бэнкс», главную роль в котором сыграл Фрэнки. Для подготовки к роли актёр изучал боевые искусства и лично выполнил несколько каскадёрских трюков. В следующем году вышел сиквел «Агент Коди Бэнкс 2: Пункт назначения Лондон». Оба фильма получили сдержанные отзывы критиков, но принесли актёру широкую узнаваемость.
Также в 2004 году Фрэнки озвучивал главного героя в фильме «Бешеные скачки» — зебру Полосика. 
После «Коди Бэнкса» его больше приглашали во взрослые фильмы и сериалы: это сериал «Мыслить как преступник» (2005—2008), фильм «Остаться в живых» (2006), мелодрама «Мой самый сексуальный год» (2007) и фильм Division III (2009).

## Автогонки
Кроме популярности в молодёжных фильмах Фрэнки ещё популярен в автоспорте.
После игр в баскетбол у Фрэнки появляется новое хобби — вождение спортивных болидов. С 2005 года ему предложили водить болид, а 11 апреля 2006 года он стал профессионалом и начал карьеру автогонщика.
Он выиграл гонку Pro/Celebrity Race в 2005 году. Но в марте 2006 года состоялась его первая «официальная» победа: он занял 1-е место в гонках Toyota Grand Prix of Long Beach.
С марта 2006 он участвует в гонках Cold Pizza. С этого же года участвует на гонке Rasing Carts. С 2007 года принял участие в гонках Лас-Вегаса, а также в гонках Хьюстона.
В 2023 году Муниз вернулся в автогонки, подписав контракт с командой Rette Jones Racing в серии ARCA Menards Series. После неплохого старта сезона наступила череда неудач, в том числе четыре схода подряд. По итогам сезона Муниз занял 4-е место в чемпионате, 10 раз финишировав в десятке и 1 раз - в пятёрке (на этапе в Мичигане).
В феврале 2024 года Муниз подписал контракт с командой Joey Gase Motorsports на выступление в чемпионате NASCAR Xfinity Series на неполном расписании. Его дебютной гонкой в NASCAR станет первый этап сезона, который пройдёт в Дейтоне.

## Музыкальная карьера
В январе 2010 года поступило известие, что Фрэнки Муниз помимо игры в кино решил стать музыкантом. Он — приглашённый барабанщик в группе You Hang Up. В этом же году группа планирует выпустить альбом и устроить тур по Соединённым Штатам.

## Личная жизнь
Встречался с Джэйми Гэнди из Нового Орлеана, с которой познакомился во время съёмок фильма «Остаться в живых». Помолвку они объявили 19 июля 2005 года. Позже помолвка была расторгнута.
В 2017 году Муниз признался, что не помнит своего участия в сериале «Малкольм в центре внимания» в связи с частичной потерей памяти, вызванной несколькими сотрясениями и микроинсультами. Однако в 2021 году актёр заявил, что заявления об амнезии сильно преувеличены, что микроинсульты ему были диагностированы ложно — за них были приняты приступы мигрени, а пробелы в памяти о событиях начала двухтысячных — лишь следствие большого количества событий в подростковые годы.
В феврале 2020 года актер официально вступил в брак со своей давней подругой Пейдж Прайс в Финиксе, штат Аризона. 22 марта 2021 года у супругов родился сын Моз Мосли Муниз.

## Фильмография
| Год       |     | Русское название                              | Оригинальное название                             | Роль                          |
| --------- | --- | --------------------------------------------- | ------------------------------------------------- | ----------------------------- |
| 1997      | тф  | Танец с Оливией                               | To Dance with Olivia                              | Оскар                         |
| 1997      | тф  | Что слышал глухой человек                     | What the Deaf Man Heard                           | маленький Сэмми               |
| 1998      | с   | Спин-Сити                                     | Spin City                                         | Дерек Эванс                   |
| 1999      | с   | Сабрина — маленькая ведьма                    | Sabrina, the Teenage Witch                        | Аджело                        |
| 1999      | ф   | Счастливая пропажа                            | Lost & Found                                      | мальчик                       |
| 1999      | кор | Маленький человек                             | Little Man                                        | Росс                          |
| 2000      | ф   | Мой пёс Скип                                  | My Dog Skip                                       | Уилли Моррис                  |
| 2000      | ф   | Удивительные гонки                            | Miracle in Lane 2                                 | Джастин Йодер                 |
| 2000—2006 | с   | Малкольм в центре внимания                    | Malcolm in the Middle                             | Малкольм                      |
| 2001      | с   | Шоу Энди Дика                                 | The Andy Dick Show                                | маленький Энди Дик            |
| 2001      | мс  | Симпсоны                                      | The Simpsons                                      | Телониус (голос)              |
| 2001      | ф   | Доктор Дулиттл 2                              | Dr. Dolittle 2                                    | медведь (голос)               |
| 2001—2003 | мс  | Волшебные покровители                         | The Fairly OddParents                             | Честер Макбэдбат (голос)      |
| 2002      | с   | Лиззи Магуайер                                | Lizzie McGuire                                    | играет самого себя            |
| 2002      | ф   | Большой толстый лжец                          | Big Fat Liar                                      | Джейсон Шепард                |
| 2002      | с   | Титус: Правитель гаража                       | Titus                                             | Ник Галенти                   |
| 2002      | с   | Комната кошмаров                              | The Nightmare Room                                | Майк                          |
| 2002      | ф   | Дикая банда                                   | Deuces Wild                                       | Скуч                          |
| 2002      | мс  |                                               | Fillmore!                                         | Уилли / Оги / Тони (голос)    |
| 2003      | мс  | Большой красный пёс Клиффорд                  | Clifford the Big Red Dog                          | играет самого себя            |
| 2003      | ф   | Агент Коди Бэнкс                              | Agent Cody Banks                                  | Коди Бэнкс                    |
| 2003      | ф   | Застрял в тебе                                | Stuck on You                                      | играет самого себя            |
| 2004      | ф   | Агент Коди Бэнкс 2: Пункт назначения — Лондон | Agent Cody Banks 2: Destination London            | Коди Бэнкс                    |
| 2005      | ф   | Бешеные скачки                                | Racing Stripes                                    | зебра Полосик (голос)         |
| 2006      | ф   | Остаться в живых                              | Stay Alive                                        | Свинк                         |
| 2006      | мф  | Приключения снеговика                         | Choose Your Own Adventure: The Abominable Snowman | Бенджамин Норт (голос)        |
| 2007      | ф   | Мой самый сексуальный год                     | My Sexiest Year                                   | Джейк Стейн                   |
| 2007      | с   | Мыслить как преступник                        | Criminal Minds                                    | Джонни Макхейл                |
| 2007      | ф   | Взлеты и падения: История Дьюи Кокса          | Walk Hard: The Dewey Cox Story                    | Бадди Холли                   |
| 2008      | ф   | Экстремальное кино                            | Extreme Movie                                     | Чак                           |
| 2010      | мф  | Легенда о тайном проходе                      | The Legend of Secret Pass                         | Мэню (голос)                  |
| 2011      | ф   | Человек-пицца                                 | Pizza Man                                         | Мэтт Барнс / Человек-пицца    |
| 2012      | с   | Последний настоящий мужчина                   | Last Man Standing                                 | Ричард                        |
| 2012      | с   | Не верь с*** из квартиры 23                   | Don't Trust the B---- in Apartment 23             | играет самого себя            |
| 2013      | ф   | Разрушение Вегаса                             | Blast Vegas                                       | Нельсон                       |
| 2015      | с   | Тайны Лауры                                   | The Mysteries of Laura                            | играет самого себя            |
| 2015      | ф   | Акулий торнадо 3                              | Sharknado 3: Oh Hell No!                          | Лукас Стивенс                 |
| 2016      | ф   |                                               | Hot Bath an' a Stiff Drink 2                      | заместитель Аллистер Дженкинс |
| 2017      | с   | Проповедник                                   | Preacher                                          | играет самого себя            |
| 2017      | ф   |                                               | Another Day in Paradise                           | Майк                          |
| 2018      | ф   | Чёрная нить                                   | The Black String                                  | Джонатан                      |
| 2019      | мс  | Харли Квинн                                   | Harley Quinn                                      | играет самого себя            |

### Продюсер
- 2004 — Granted — сценарист и генеральный продюсер
- 2006 — Choose Your Own Adventure : The Abominable Snowman — генеральный продюсер
- 2007 — Choose Connor — сопродюсер